# 항성황도대와 회귀황도대
항성년(恒星年, sidereal)과 회귀년(回歸年, tropical)은 두 가지 "연(年, years)"의 다른 정의를 기술할 때 사용되는 용어이다. 이것들은 점성술에서 황도 좌표계 두 가지 체계를 의미하는 용어로도 사용되는데, 각각의 황도대를 항성 황도대(恒星 黃道帶, sidereal zodiac)와 회귀 황도대(回歸 黃道帶, tropical zodiac)라고 칭한다.
두 가지 모두는 황도를 천문학의 성좌들의 이름을 딴 "별자리들"로 나눈다. 그러나, 항성황도대 체계는 별자리를 항성에 기반하여 정의하는 반면, 회귀황도대 체계는 그것을 춘분점(예: 천구의 적도와 황도의 교차점)에 근거하여 정의한다. 분점의 세차운동으로 인하여, 이 두 체계는 서로 일정한 비례가 유지되지 않지만, 한 세기마다 호의 약 1.4도씩 서로 멀어진다.
회귀황도대 체계는 헬레니즘 시대에 채택되었고 서양 점성술에서 여전히 널리 사용되고 있다. 항성황도대는 힌두 점성술에서 사용되며, 20세기 서양 점성술의 일부 체계에서도 사용된다.
고전적 회귀황도대 점성술은 태양계의 태양 및 행성과 지구와의 상대적 방위를 기초로 하는 반변, 항성황도대 점성술은 태양계의 천체 뿐만 아니라, 천구의 항성과 지구와의 상대적 위치도 다룬다. 천궁도에서 그것들의 성좌들 뿐만 아니라 특정 항성의 실제적 위치 또한 부가적 고려 대상이다.

## 역사

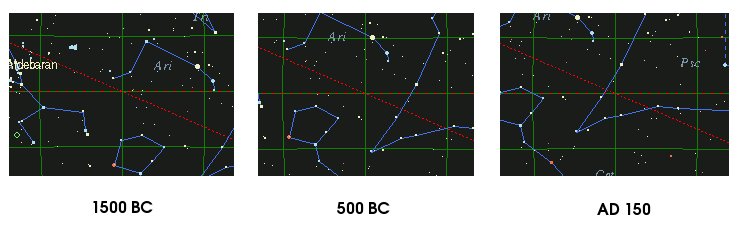
춘분점의 위치 변화. 빨간색 선은 지구의 한해 동안 태양이 지나는 외견상 경로의 일부이다. 빨간색과 초록색 선은 지구의 적도가 천구로 투영된 것을 나타낸다. 이 두 선의 교차점은 춘분점이다. BCE 1500년에, 그것은 양자리의 끝 부근에 있었고, BCE 500년에 양자리의 시작 부근에 있었으며, AD 150년에 물고기자리의 중앙에 있었다.

고전적 황도대는 (기원전 7세기경에서 6세기경) 신바빌로니아 시대에 소개되었다. 그 때까지 분점의 세차운동이 발견되지 않고 있었다. 그 결과, 고전적 헬레니즘 점성술은 세차운동의 영향이 고려되지 않고 발전했다. 분점의 세차운동과 우주 공간에 있는 객체의 대부분의 발견은 후기 헬레니즘 시대에 (서력기원전 약 130년경에) 활동한 천문가 히파르코스에 의한 것이라해도 과언이 아니다.
그런 까닭에, 히파르코스 이후 약 250년경에 프톨레마이오스가 작성한 어떤 문헌은 세차운동의 효과를 인식하고 있었다. 그는 춘분점을 시작으로 하는, 예를 들어, 회귀 체계로써 황도대의 정의를 선택했다. 프톨레마이오스는 뱀주인자리(Ophiuchus)가 황도와 접촉하고 있음을 알았지만, (특히, 고전에 의해 정해진 체계에서 전통적인 첫 번째 별자리인 양자리가 그의 시대에 이미 양자리 성좌와의 일치에서 떨어져 간 뒤로부터) 그는 단지 종래의 각각 30도씩의 구간에 해당하는 이름만을 가지는 12 별자리에만 유념했다.
힌두교의 조티샤 체계는 예를 들어, 서양 점성술의 체계와는 다르게 동일한 이름의 황도대 성좌와 직접적으로 연결된 항성들을 기준으로 하는 황도대의 정의를 선택했다.

## 항성황도대 전통

### 힌두 점성술
전통적인 힌두 점성술은 아야남사라고 부르는 교정에 의한 춘분점의 이동에 따르는 항성 황도대 또는 가시적 황도대를 기반으로 한다. 베다식 황도대와 서양의 황도대 간의 차이는 현재 약 24도이다. 이것은 춘분점이 물고기자리 성좌의 거의 중앙에 있었고 (인도 콜카타에서 출판된 라히리의 천문력의 저자로 알려진 N.C 라히리에 따르면, 290년경 또는, 2000으로부터 23.86°인) 회귀황도대와 항성황도대가 일치했을 때로부터 약 1700년의 차이에 상응한다. 이러한 분리는 외견상 이 체계가 전달된 인도-그리스으로 거슬러 올라가며, (2세기) 프톨레마이오스 다음의 수세기 동안에 이뤄졌다. 그러나, 에우독소스와 같은 이전의 그리스 천문학자들은 양자리의 15°에 있는 춘분점을 말했고, 그 이후의 그리스 천문학자들은 양자리의 8° 그리고 0°에 있는 춘분점을 말했는데, 프톨레마이오스와 히파르코스 이전의 그리스에서 항성 황도대가 사용되었음을 시사한다.

### 서양 항성황도대 점성술
20세기 이래로, 일부 서양 점성가들이 항성황도대 체계에 관심을 나타내 오고 있다

### 이동된 황도대
시릴 페이건은 황도대의 기원을 서력기원전 786년, 그 해 나타났던 중요한 합을 기준으로 춘분점이 양자리의 중앙 어딘가에 놓였을 때로 가정했다.
대부분의 항성황도대 점성가들은 단지 황도를 30도씩의 동등 구간의 별자리들로 나누지만 황도대의 12 성좌에 맞게 조정한다. 그와 같이 서력기원전 786년으로 황도대의 기원을 가정하는 것은 25.5일이 이동된 고전적 회귀 황도대와 동일한 황도대를 야기한다.: 예를 들어, 회귀 황도대에서, 양자리가 3월 21에 시작한다면, 항성황도대의 양자리는 4월 15일에 시작하게 될 것이다.

### 천문학의 황도대
소수의 항성황도대 점성가들은 황도를 동븡 분할한 점성학적 별자리를 채택하지 않고, 각기 다른 성좌들의 사실상 너비를 기준으로 그들의 별자리를 정의한다. 그리고, 그들은 전통적 황도대에 의해 경시되었지만, 여전히 황도와 접촉해 있는 천문학의 별자리를 포함시킨다. 1970년에 스티븐 슈미트는 Astrology 14(14 별자리 점성술)에서 뱀주인자리와 고래자리를 근거로 추가된 별자리가 있는 체계를 소개했다.
1995년, 월터 버그는 뱀주인자리가 추가된 그의 13 별자리 황도대를 소개했다. 버그가 저술한 책이 라디오의 사회자 미즈이 구미(水井久美)에게 번역된 이래 그 체계는 일본에서 적절히 수용되었다.
황도대와 닿아 있는 성좌를 결정하는 목적으로, 1930년의 국제 천문 연맹(IAU)의 정의에 따른 성좌의 경계선( boundaries)이 사용되었다. 하지만, 예를 들어, 태양은 4월 19일에 IAU가 정한 양자리의 경계선 안의 우하단 귀퉁이에 들어가는데, 그 위치는 양자리의 몸 보다 오히려 물고기자리의 "몸"과 더 가깝다. 두말할 필요도 없이, IAU는 점성학적인 용도를 고려하지 않고 성좌의 경계선을 정의한 것이다.
태양이 황도의 천문학상 13 성좌를 통하며 지나는 기간이 아래에 열거되어 있다. 이 기간은 70.5년 마다 하루씩 증가한다. 회귀 황도대와 항성 황도대에 상응하는 날짜 또한 열거되어 있다.
| 별자리 | 별자리     | 항성황도대의 날짜 시릴 페이건 | 회귀황도대의 날짜     | IAU의 정의 월터 버그  |
| ------ | ---------- | ----------------------------- | --------------------- | --------------------- |
|        | 양자리     | 4월 15일 ~ 5월 15일           | 3월 21일 ~ 4월 19일   | 4월 18일 ~ 5월 13일   |
|        | 황소자리   | 5월 16일 ~ 6월 15일           | 4월 20일 ~ 5월 20일   | 5월 13일 ~ 6월 21일   |
|        | 쌍둥이자리 | 6월 16일 ~ 7월 15일           | 5월 21일 ~ 6월 21일   | 6월 21일 ~ 7월 20일   |
|        | 게자리     | 7월 16일 ~ 8월 15일           | 6월 22일 ~ 7월 22일   | 7월 20일 ~ 8월 10일   |
|        | 사자자리   | 8월 16일 ~ 9월 15일           | 7월 23일 ~ 8월 22일   | 8월 10일 ~ 9월 16일   |
|        | 처녀자리   | 9월 16일 ~ 10월 15일          | 8월 23일 ~ 9월 23일   | 9월 16일 ~ 10월 30일  |
|        | 천칭자리   | 10월 16일 ~ 11월 15일         | 9월 24일 ~ 10월 22일  | 10월 30일 ~ 11월 23일 |
|        | 전갈자리   | 11월 16일 ~ 12월 15일         | 10월 23일 ~ 11월 22일 | 11월 23일 ~ 11월 29일 |
|        | 뱀주인자리 | 없음                          | 없음                  | 11월 29일 ~ 12월 17일 |
|        | 사수자리   | 12월 16일 ~ 1월 14일          | 11월 23일 ~ 12월 24일 | 12월 17일 ~ 1월 20일  |
|        | 염소자리   | 1월 15일 ~ 2월 14일           | 12월 25일 ~ 1월 19일  | 1월 20일 ~ 2월 16일   |
|        | 물병자리   | 2월 15일 ~ 3월 14일           | 1월 20일 ~ 2월 18일   | 2월 16일 ~ 3월 11일   |
|        | 물고기자리 | 3월 15일 ~ 4월 14일           | 2월 19일 ~ 3월 20일   | 3월 11일 ~ 4월 18일   |

## 같이 보기
- 대년 (세차년)